# Чжу Цзайюй

Правильные танцевальные движения по Чжу Цзайюю

Чжу Цзайюй (朱載堉, 19 мая 1536—1610) — китайский ученый, астроном, математик, лингвист и музыковед времен династии Мин, изобретатель музыкальной темперации.

## Биография
Родился 19 мая 1536 года в уезде Хэнэй (современный Циньян провинции Хэнань). Наследник Чжэнского великого князя Чжу Хоуваня, потомок в шестом поколении четвертого минского императора Чжу Гаочжи. В 1548 году его отец, ортодоксальный конфуцианец, вызвал недовольство императора Чжу Хоуцуна отправленными на высочайшее имя уговорами с призывом совершенствовать благодать, развивать образование и критикой исполнения им даосских ритуалов. Поэтому, когда в 1550 году двоюродный брат Чжу Хоуваня, который претендовал на его титул, предъявил ему голословное обвинение в измене из 40 пунктов, дело получило ход и он, лишенный титула, был помещен в тюрьму для членов императорской семьи в г. Фэньян (провинция Аньхой).
Потрясенный несправедливостью 14-летний Чжу Цзайюй покинул наследственный дворец и уединился за воротами в землянке, где пробыл почти два десятилетия до прихода к власти в 1567 году нового императора, освобождения отца и возвращения ему титула. Там, углубившись в изучение математических основ музыки и астрономии, обратился к трудам известного ученого, члена академии Ханьлинь Хэ Тана, под руководством которого занимался его отец и на чьей праправнучке в 1570 году он сам женился. Через два года после смерти отца, в 1593 году Чжу Цзайюй должен был унаследовать его титул, но отказался в пользу родственника, который оговорил Чжу Хоухуана. В этой беспрецедентной ситуации специальным эдиктом ему был сохранен статус наследника принца крови первой очереди (шицзе), и впоследствии с учетом посмертного имени его стали называть Чжэн Дуаньцин шицзе (Чжэнський наследник Честный и Чистый). Он выступил перед троном с инициативой о разрешении членам императорской семьи принимать участие в государственных экзаменах и занимать чиновничьи должности, которая в 1602 получила одобрение. В дальнейшем занимался наукой. Умер в 1610 году.

## Научная деятельность
Чжу Цзайюй написал 28 или 29 научных трактатов, в большинстве посвященных музыкально—акустической теории и календарю. 21 трактат сохранился. Одним из первых стал «Люйли жун тун» ("Проникновение в согласовании звукоряда-люй и календарей, 4 цзюаня, 1581 год), в котором описан метод расчета традиционного звукоряда, соотнесенного с лунным циклом и нумерологической символикой, прежде всего три-и гексаграммы. Впоследствии был «Люй сюэ синьшо» («Новое объяснение учение о звукоряде-люй», 4 цзюаней, 1584 год), в котором на основе тщательного изучения всей известной ему музыковедческой литературы Чжу Цзайюй описал предыдущие попытки темперирования шкалы и показал их недостатки.
В 1584—1596 годах он разработал проект реформы «календаря», изложенный в «Ли шу» («Книги о календарь», 10 цзюаней, 1595 год) и собственную теорию музыкального строя, которую прежде всего отразил в «Люйлюй цзин и» («Сущностный смысл [звуковой] люй люй»), состоящую из «внутренней» (нейбянь 编) и « внешней части» (вайбянь) из 10 цзюаней. Вполне осознавая свое новаторство, Чжу Цзайюй планировал представить этот труд императору в 1596 году, расширив заголовок определению «Дай Мин» — «Большая Мин», призванным указать на современность содержания и отсутствие предшественников. Однако подношение трону произошло лишь через десятилетия в виде иллюстрированного блестящей ксилографией и символизирующего 12-й звукоряд целого собрания из 12 книг под общим названием «Люй шу» («Книги о звукоряде-люй», 38 цзюаней, 1606 год).
Первые две книги — «внутренняя» и «внешняя часть» «Люй люй цзин и», третья — «Люй сюэ синь шо», четвертая — историческая «Юэ Сюэ синь шо» («Новое объяснение учения о музыке»), пятая — математическая «Суань Сюэ синь шо» («Новое объяснение учения о расчетах в музыке)», шестая — «Цао маньгу юэ пу» («Описание древней музыки на настроенных струнах») о древних мелодиях и нотации особенно в игре на лютне, седьмая — «Сюаньгун хе юепу» («Описание музыки самоцветного дворца, что аккомпанирует») о мелодии, транспозиции и музыкальном сопровождения официального танца, восьмая — «Сян иньши юепу» («Описание музыки со стихами для официальных банкетов на местах», 6 цзюаней), девятая—двенадцатая посвящены танцам с изображением в последней («Ер чжуй чжао ту» — «Изображение позиций в двупарном танце») последовательности шагов. «Ли шу» и «Люй шу» вместе составили «Юэ люй цюань шу» («Все книги о музыке и календаре»).
Исследованию музыки Чжу Цзайюй посвятил также «Сэ пу» («Описание гуслей-сэ», 10 цзюаней), «Люй люй чжэн лунь» («Правильные суждения о звуковой системе люй люй», 4 цзюаня, 1610 год), «Люй люй чжи и бянь хо» («Разрешение сомнений и распознавание ошибок относительно звуковой системы люй люй», 1610 год).
Также является автором трудов по математике — «Цзя лян суаньцзин» («Канон расчета узаконенной образцовой меры [объема]», 3 цзюаня) и «Юань фангоу гуту цзе» («Разъяснение изображения круга и квадрата, меньшего и большего катетов»").
После тщательного исследования звукоряда и экспериментирования с ним Чжу Цзайюй смог разработать математическую теорию равномерно темперированного музыкального строя. При расчете длины струны, соответствующих ступеням звукоряда, использовал геометрическую прогрессию, строящуюся на 12√2. Установил зависимость высоты звука флейты не только от ее длины, но и диаметра. Показал, что при темперации отношение между длинами соседних флейт, различаются в звучании на полутон, равно, как и у струн, 12√2, а отношение их диаметров — 24√2. Заинтересовавшись техникой изготовления и настройки музыкальных инструментов, нашел, что метод размещения на цитре цинь маркеров хуэй вдоль струны пропорционально 1/2, 1/3 и т. п ее длины не соответствует теории люй и основан на неизвестной традиции, восходящей к самой глубокой древности, но не отраженной в литературе. Это дало моральное основание в противовес традиционной системе люй люй выдвинуть «новый метод», который опирается исключительно на математические выкладки.
Однако столь выдающееся изобретение не было воспринято в Китае. Лишь через полтора с лишним века о нём адекватно высказался Цзян Юн. Понадобилось еще более чем полтора века и смена культурной парадигмы, чтобы в 1633 году Лю Фу впервые дал ему точную научную оценку. На Западе же это достижение ждал триумф. На рубеже XVI—XVII ст. начали налаживаться систематические контакты Китая с Европой, куда, довольно быстро проникла идея равномерной темперации. Первое упоминание о ней появилось в неопубликованных бумагах великого нидерландского ученого и инженера Симона Стевина, а ее публикация состоялась в 1636 году в «Общей гармонии» («Harmonie Universelle») французского монаха-минорита, теолога, физика и музыкального теоретика Марена Мерсенна. К концу XVII ст. темперированный строй исследовал музыкальный теоретик и акустик Андреас Веркмейстер, которому часто приписывается это изобретение.